# IK Oskarshamn
Der IK Oskarshamn ist ein schwedischer Eishockeyverein aus Oskarshamn, der seit 2019 in der Svenska Hockeyligan spielt. Seine Heimspiele trägt der Club im Be-Ge Hockey Center aus, das 3.275 Zuschauern Platz bietet.

## Geschichte
Der IK Oskarshamn entstand 1970 aus der Fusion der Eishockeyabteilungen des IFK Oskarshamn und des Oskarshamns AIK. Die Sektion Eishockey des IFK wurde 1947 gegründet, die des AIK erst 1953.
Zwischen 1996 und 2003 trat der Verein unter dem Namen Oskarshamn Eagles an, kehrte danach aber wieder zum ursprünglichen Namen zurück.
Von 2000 bis 2019 gehörte der IKO der zweithöchsten schwedischen Profiliga, der HockeyAllsvenskan, an. In der Saison 2018/19 gelang der Aufstieg in die erste schwedische Eishockeyliga, die Svenska Hockeyligan.

## Heimspielstätte
Das Be-Ge Hockey Center, früher Oskarshamns Ishall wurde 1974 erbaut und wird seither vom IK Oskarshamn für dessen Heimspiele genutzt. Die Gesamtkapazität der Halle betrug ursprünglich 2516 Zuschauer. Seit einem Umbau 2004 fasst die Eishalle 3275 Zuschauer, wobei 1620 Sitz- und 1655 Stehplätze zur Verfügung stehen. Der offizielle Zuschauerrekord von 3265 Zuschauern wurde 2010 bei einem Ligaspiel gegen Malmö Redhawks aufgestellt.

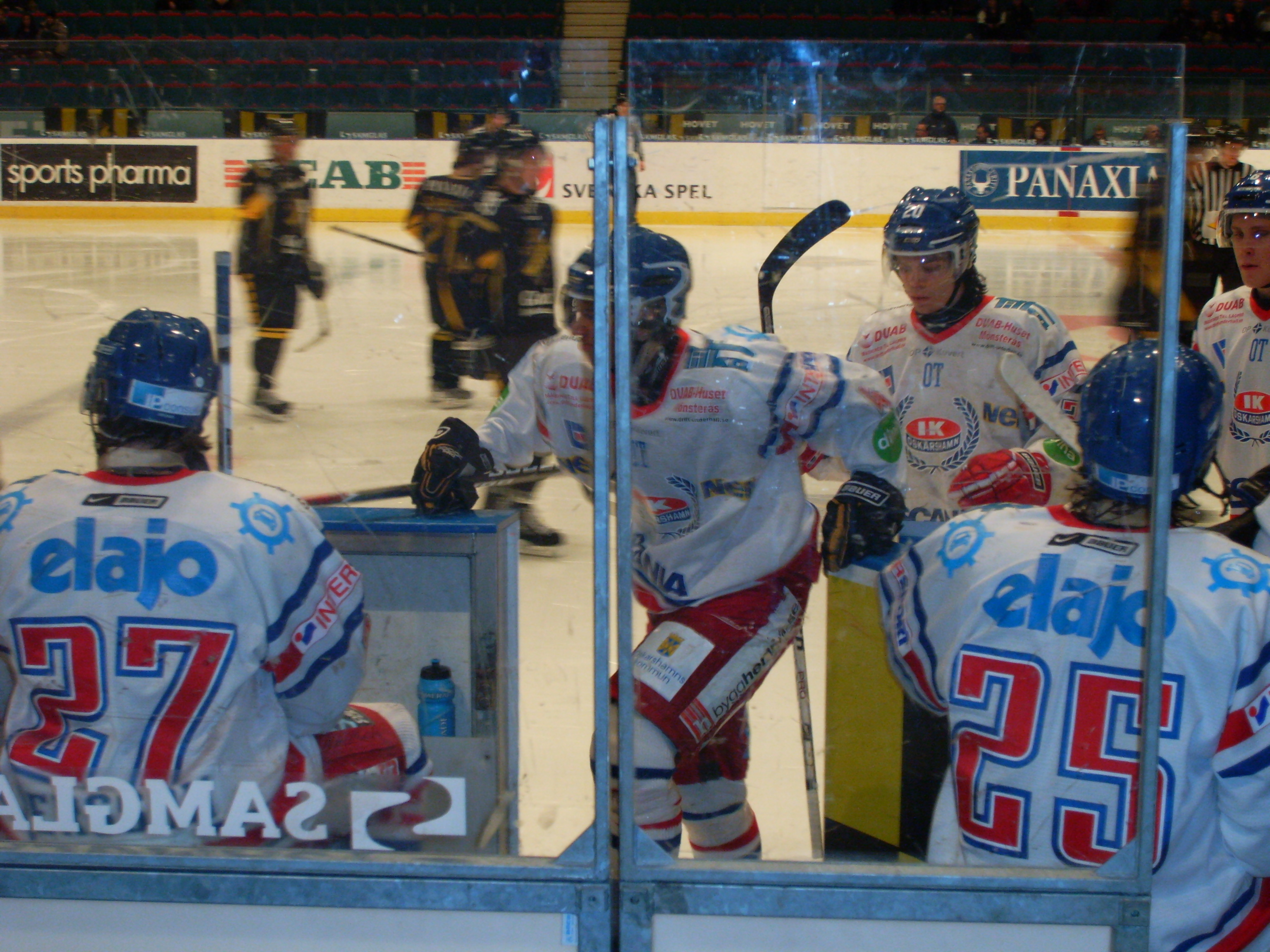
Spieler des IK Oskarshamn 2008

## Bekannte ehemalige Spieler
|  | - Christian Eklund - Johan Halvardsson - Mads Hansen - Jonas Junland - Stefan Pettersson - Johan Ryno - Mattias Tedenby |